# Новосибирский Свято-Макарьевский православный богословский институт
Новосибирский Свято-Макарьевский православный богословский институт (сокращённо НСМПБИ) — негосударственное высшее образовательное учреждение Новосибирской епархии Русской Православной Церкви, существовавшее в 1995—2019 годы.
Давал возможность получения богословско-педагогического образования и образования в сфере церковных искусств (иконопись, церковное хоровое пение, колокольный звон) для широкого круга лиц. В Институте преподавали как клирики Русской Православной Церкви, так и доценты, профессора вузов Новосибирска. Институт располагал большой библиотекой религиозной литературы, в коллекции которой более 10000 томов и которой могут воспользоваться все желающие.
В 2009 году дневное отделение пастырского факультета НСМПБИ преобразовано в Новосибирскую духовную семинарию, а 9 июля 2019 года НСМПБИ был ликвидирован и присоединён к Новосибирской духовной семинарии.

## История
С января 1995 года протодиакон Александр Реморов вместе с протоиереем Леонидом Хараимом и протоиереем Андреем Фёдоровым по благословению епископа Новосибирского и Томского Тихона (Емельянова) организовали семестровые Высшие богословские курсы, проходившие при поддержке Сибирской академии государственной службы и собравшие более сотни слушателей. В феврале 1995 года попечением епископа Новосибирского и Томского Тихона (Емельянова) было открыто подготовительное отделение Новосибирского Православного Богословского института с вечерней формой обучения.
Летом 1995 года получено благословение патриарха Московского и всея Руси Алексия II на организацию духовного учебного заведения, а осенью состоялся первый набор на первый курс Богословского института.
В 1998 году было открыто Заочное отделение для священнослужителей, у которых не было богословского образования. С этого же года были организованы совместно с храмом Михаила Архангела годичные курсы звонарей. Кроме того в 1998 году образован студенческий молодёжный хор, который участвовал в богослужениях Вознесенского кафедрального собора и других храмах Новосибирска, а также устраивал концерты.
В декабре 1999 года было открыто двухгодичное Псаломщическое отделение для подготовки руководителей клиросов и малых хоров в храмах Новосибирской епархии.
17 июля 2001 года Священный Синод Русской православной церкви, заслушав прошение епископа Новосибирского и Бердского Сергия и доклад Председателя Учебного комитета архиепископа Верейского Евгения (Решетникова), постановил: «На основании инспекционной проверки НПБИ считать данное учебное заведение не соответствующим статусу института. Рассмотреть вопрос об официальном утверждении данной Духовной школы в качестве Богословского института позже, когда уровень преподавания в ней будет значительно повышен».
В 2003 году Институт утвержден Учебным комитетом при Священном Синоде в числе духовных учебных заведений Русской Православной Церкви.
В 2004 году по благословению Патриарха Алексия II институту было присвоено Святителя Макария (Невского), митрополита Алтайского, канонизированного в 2000 году. В том же году открыто иконописное отделение.
В 2005 году был открыт спецфакультатив по изучению жестового языка и религиозных жестов. Необходимость в нём возникла после того, как в октябре 2004 года в храме Покрова Пресвятой Богородицы начались богослужения с сурдопереводом, для которого потребовались соответствующие специалисты.
В 2007 году открыто дневное отделение пастырского факультета Института в г. Обь с обучением по программе духовной семинарии.
1 апреля 2008 года указом архиепископа Тихона (Емельянова) за НСМПБИ закреплен Покровский приход города Новосибирска.
27 мая 2009 года определением Священного Синода дневное отделение пастырского факультета НСМПБИ преобразовано в Новосибирскую православную духовную семинарию.
5 июля 2010 года на совместном заседании Ученого совета НПДС и НСМПБИ принято решение о структурном и организационном единстве духовных учебных заведений Новосибирской епархии под руководством общего ректора — архиепископа Тихона. Кроме этого, согласно рекомендациям Учебного комитета Русской Православной Церкви в НПДС начат переход на четырёхгодичную программу обучения (бакалавриат) с перспективой открытия магистратуры, а также организован подготовительный курс семинарии.
В октябре 2010 года регентское и иконописное отделения НСМПБИ объединены в факультет церковных искусств.
9 июля 2019 года решением Священного Синода Русской православной церкви данное учебное заведение было упразднено, а дальнейшее обучение студентов было решено осуществлять по программе подготовки церковных специалистов на базе Новосибирской духовной семинарии.

## Структура

### Факультеты
- Богословско-катихизические курсы
- Богословский бакалавриат, катехизаторский факультет
- Богословско-педагогическая магистратура
- Факультет церковных искусств
- Школа звонарей

### Кафедры
- Кафедра церковного богословия
- Кафедра миссиологии и церковно-практических дисциплин
- Кафедра педагогики и гуманитарных дисциплин

## Ректоры
- осень 1996—2007 — Александр Реморов
- 12 июля 2007 — 5 июля 2010 — Александр Матрук
- 5 июля 2010 — 26 февраля 2019 — Тихон (Емельянов)
- 26 февраля — 9 июля 2019, и. о. — Никодим (Чибисов)